# Cinnamosma fragrans
Cinnamosma fragrans är en tvåhjärtbladig växtart som beskrevs av Henri Ernest Baillon. Cinnamosma fragrans ingår i släktet Cinnamosma och familjen Canellaceae. Inga underarter finns listade.